# 古家正亨のPOP★A
『古家正亨のPOP★A』（ふるやまさゆきのポップエー）はNHKラジオ第1放送とNHK-FM放送で生放送されている、主にアジアポップを中心に取り上げる音楽番組。
2019年4月にAMのラジオ第1放送で毎週水曜日21:05頃-21:55の時間帯で放送開始したのち、2021年3月で一旦放送を半年間中断 、同年10月から年度下半期のNHKプロ野球オフシーズン限定でレギュラー放送を毎週土曜日14:05頃-15:55の時間帯で再開。年度上半期は主に祝日や大相撲本場所期間中にNHKプロ野球が放送できない日などを中心に特別番組扱いで随時放送されていた。
2024年度に通年での放送を再開し、最初の半年間は土曜日21:05頃-21:55に放送される（随時22:55までの延長拡大、アンコール回もあり）。
2024年10月度改編から、ラジオ第1の土曜日21時台に新番組が組まれる都合上、放送チャンネルをFM放送に移動し、毎月最終日曜を除く毎週日曜22:40-23:30の生放送に変更された。
番組では、K-POPに造詣が深い音楽評論家の古家正亨が最新のアジアポップを中心とした音楽事情を紹介するほか、彼との人脈が深いアーティストらをスタジオやロケ先でインタビューゲストとして招き、彼らのアーティストとしての魅力や素顔などに迫っていく。
2024年2月17日には、同年2月11日に千葉市役所特設ステージで行われた「ちば市国際ふれあいフェスティバル2024」での公開収録として、DXTEENとのトークとステージライブの模様が放送された。